# Prejanopterus
Prejanopterus es un género extinto de pterosaurio pterodactiloide del Cretácico Inferior (etapa inferior del Aptiense) hallado en la capas de la formación Leza de La Rioja, España.
En 1980 un sitio fósil fue descubierto cerca de Yacimiento de Fuente Amarga en las laderas occidentales de Peña Isasa. En 1993 y 1994 diez bloques fosilíferos fueron recuperados, los cuales contenían numerosos huesos fósiles desarticulados o fragmentos de los mismos, entre ellos los de un pterosaurio.
La especie tipo Prejanopterus curvirostris fue nombrada y descrita en 2010 por Carolina Fuentes Vidarte y Manuel Meijide Calvo (si bien se le denominó inicialmente P. curvirostra, siendo corregido por Pereda-Suberbiola et al a P. curvirostris en 2012). El nombre del género se deriva del pueblo cercano de Préjano y el término griego latinizado pteron, "ala". El nombre de la especie se deriva del latín curvus, "curva", y rostrum, "rostro", una referencia al hecho de que todos los fósiles del hocico muestran una distintiva curvatura hacia la izquierda. Un estudio posterior reveló que "no hay una genuina curvatura hacia al lado" del hocico, "sino una leve curvatura dorsal".
El holotipo, F. A. 112, consiste en un hocico fragmentado. Otro hocico, el espécimen F. A. 185, es el paratipo. Otros numerosos elementos del cráneo y el esqueleto postcraneal se han asignado a esta especie, mayormente del ala, la pelvis y los miembros posteriores. El húmero o las vértebras todavía se desconocen. La especie representa el pterosaurio mejor preservado de España así como el primero oficialmente nombrado del Cretácico Inferior de este país.
El hocico inclinado se caracteriza por veinte pares de dientes pequeños con una sección transversal ovalada. Se sabe que la curvatura no es un efecto de la fosilización, una distorsión post mortem, ya que ambos hocicos descubiertos la poseían. Notablemente, todas las mandíbulas inferiores halladas son rectas. La envergadura alar se estimó inicialmente en 4,26 metros; sin embargo, estudios posteriores indican que la envergadura de Prejanopterus probablemente no sobrepasaba los 2 metros.

## Filogenia
Los autores han asignado a Prejanopterus al grupo Pterodactyloidea. Usando el método comparativo ellos establecieron que ningún grupo de pterodactiloide tenía una relación cercana con esta especie. En un estudio filogenético posterior Pereda-Suberbiola et al. (2012) encontraron que Prejanopterus era un ctenocasmatoide "posicionado entre Pterodactylus y Cycnorhamphus-Gallodactylus".
Cladograma según Pereda-Suberbiola et al. (2012): Otros estudios han indicado que podría ser un loncodéctido.
|  | Cearadactylus               |
|  |                             |
|  | Gnathosaurus                |
|  |                             |
|  | "Pterodactylus" longicollum |
|  |                             |

|  | Pterodaustro |
|  |              |
|  | Ctenochasma  |
|  |              |
|  | Gegepterus   |
|  |              |
|  | Eosipterus   |
|  |              |

|  | Cearadactylus               |
|  |                             |
|  | Gnathosaurus                |
|  |                             |
|  | "Pterodactylus" longicollum |
|  |                             |

|  | Pterodaustro |
|  |              |
|  | Ctenochasma  |
|  |              |
|  | Gegepterus   |
|  |              |
|  | Eosipterus   |
|  |              |

|  | Cearadactylus               |
|  |                             |
|  | Gnathosaurus                |
|  |                             |
|  | "Pterodactylus" longicollum |
|  |                             |

|  | Pterodaustro |
|  |              |
|  | Ctenochasma  |
|  |              |
|  | Gegepterus   |
|  |              |
|  | Eosipterus   |
|  |              |

|  | Cearadactylus               |
|  |                             |
|  | Gnathosaurus                |
|  |                             |
|  | "Pterodactylus" longicollum |
|  |                             |

|  | Pterodaustro |
|  |              |
|  | Ctenochasma  |
|  |              |
|  | Gegepterus   |
|  |              |
|  | Eosipterus   |
|  |              |

|  | Cearadactylus               |
|  |                             |
|  | Gnathosaurus                |
|  |                             |
|  | "Pterodactylus" longicollum |
|  |                             |

|  | Pterodaustro |
|  |              |
|  | Ctenochasma  |
|  |              |
|  | Gegepterus   |
|  |              |
|  | Eosipterus   |
|  |              |

|  | Cearadactylus               |
|  |                             |
|  | Gnathosaurus                |
|  |                             |
|  | "Pterodactylus" longicollum |
|  |                             |

|  | Pterodaustro |
|  |              |
|  | Ctenochasma  |
|  |              |
|  | Gegepterus   |
|  |              |
|  | Eosipterus   |
|  |              |

|  | Cearadactylus               |
|  |                             |
|  | Gnathosaurus                |
|  |                             |
|  | "Pterodactylus" longicollum |
|  |                             |

|  | Pterodaustro |
|  |              |
|  | Ctenochasma  |
|  |              |
|  | Gegepterus   |
|  |              |
|  | Eosipterus   |
|  |              |

|  | Cearadactylus               |
|  |                             |
|  | Gnathosaurus                |
|  |                             |
|  | "Pterodactylus" longicollum |
|  |                             |

|  | Pterodaustro |
|  |              |
|  | Ctenochasma  |
|  |              |
|  | Gegepterus   |
|  |              |
|  | Eosipterus   |
|  |              |

|  | Cearadactylus               |
|  |                             |
|  | Gnathosaurus                |
|  |                             |
|  | "Pterodactylus" longicollum |
|  |                             |

|  | Pterodaustro |
|  |              |
|  | Ctenochasma  |
|  |              |
|  | Gegepterus   |
|  |              |
|  | Eosipterus   |
|  |              |

|  | Cearadactylus               |
|  |                             |
|  | Gnathosaurus                |
|  |                             |
|  | "Pterodactylus" longicollum |
|  |                             |

|  | Pterodaustro |
|  |              |
|  | Ctenochasma  |
|  |              |
|  | Gegepterus   |
|  |              |
|  | Eosipterus   |
|  |              |

|  | Cearadactylus               |
|  |                             |
|  | Gnathosaurus                |
|  |                             |
|  | "Pterodactylus" longicollum |
|  |                             |

|  | Pterodaustro |
|  |              |
|  | Ctenochasma  |
|  |              |
|  | Gegepterus   |
|  |              |
|  | Eosipterus   |
|  |              |

|  | Cearadactylus               |
|  |                             |
|  | Gnathosaurus                |
|  |                             |
|  | "Pterodactylus" longicollum |
|  |                             |

|  | Pterodaustro |
|  |              |
|  | Ctenochasma  |
|  |              |
|  | Gegepterus   |
|  |              |
|  | Eosipterus   |
|  |              |

|  | Cearadactylus               |
|  |                             |
|  | Gnathosaurus                |
|  |                             |
|  | "Pterodactylus" longicollum |
|  |                             |

|  | Pterodaustro |
|  |              |
|  | Ctenochasma  |
|  |              |
|  | Gegepterus   |
|  |              |
|  | Eosipterus   |
|  |              |

|  | Cearadactylus               |
|  |                             |
|  | Gnathosaurus                |
|  |                             |
|  | "Pterodactylus" longicollum |
|  |                             |

|  | Pterodaustro |
|  |              |
|  | Ctenochasma  |
|  |              |
|  | Gegepterus   |
|  |              |
|  | Eosipterus   |
|  |              |

|  | Cearadactylus               |
|  |                             |
|  | Gnathosaurus                |
|  |                             |
|  | "Pterodactylus" longicollum |
|  |                             |

|  | Pterodaustro |
|  |              |
|  | Ctenochasma  |
|  |              |
|  | Gegepterus   |
|  |              |
|  | Eosipterus   |
|  |              |

|  | Cearadactylus               |
|  |                             |
|  | Gnathosaurus                |
|  |                             |
|  | "Pterodactylus" longicollum |
|  |                             |

|  | Pterodaustro |
|  |              |
|  | Ctenochasma  |
|  |              |
|  | Gegepterus   |
|  |              |
|  | Eosipterus   |
|  |              |